# Mare nostrum

Středozemní moře (Mare nostrum) v roce 117, kompletně obklopené římským územím

Mare nostrum (česky Naše moře) je starý latinský název Středozemního moře. Začal být používán Římany po punských válkách, ve kterých Římská říše získala Sicílii, Sardinii a Korsiku a postupně ovládla celé Středomoří. Po sjednocení Itálie v roce 1861 začali tento název používat italští nacionalisté, kteří Itálii viděli jako nástupce Římské říše, který by měl ovládat bývalá římská území ve Středomoří. 
Byl používán i název Mare Internum.